# Emma Parker Bowles
Emma Teresa Parker Bowles (nascida em 8 de dezembro de 1974) é a correspondente de automobilismo do jornal The Sun do Reino Unido e das revistas Top Gear e Tatler. Ela também é a apresentadora do programa de televisão britânico Vroom Vroom.
Emma, que também é uma ex-modelo, é a única filha de Richard Eustace Parker Bowles (irmão de Andrew Parker Bowles) e de Camilla Younger, Condessa de Halifax. Por via paterna, é uma ex-sobrinha da rainha Camilla Shand.
Quando ela era menor, fazia consumo abundante de bebidas alcoólicas e de drogas, fato que atraiu atenção da mídia britânica e internacional.